# Хайер, Ханс
Ханс Ха́йер (нем. Hans Heyer, 16 марта 1943, Мёнхенгладбах) — немецкий автогонщик.

## Биография
В 1959 году стартовал в голландском чемпионате по картингу (правила немецкого картингового чемпионата не позволяли ему выходить на старт до достижения 18-летнего возраста) и в 1962—1963 годах дважды становился чемпионом Нидерландов по картингу в различных классах. С 1968 по 1971 год неизменно выигрывал чемпионаты Германии и Европы по картингу в классе «Формула-К». В 1970 году дебютировал в европейском чемпионате по автогонкам серийных автомобилей класса «Туринг», в 1974 году выиграл титул чемпиона Европы по турингу, в 1975—1976 годах дважды выигрывал немецкий туринговый чемпионат DRM. Участвовал в Гран-при Германии чемпионата мира «Формулы-1» 1977 года, не прошёл квалификацию, но перед стартом нелегально выехал на трассу и принял участие в гонке, в которой сошёл на 10-м круге из-за поломки трансмиссии. В 1980 году вновь стал чемпионом DRM, в 1982—1984 годах трижды подряд выигрывал гонку «24 часа Спа», в 1984 году выиграл гонку «12 часов Себринга». В 1991 году завершил активную гоночную карьеру и занялся строительным бизнесом.

## Результаты гонок в Формуле-1
| Легенда к таблице |                                                                    |
| --- | ------------------------------------------------------------------ |
| В таблице перечислены результаты всех Гран-при Формулы-1, в которых принимал участие гонщик. Строками таблицы являются сезоны, столбцами — этапы чемпионата мира. В каждой клетке указаны сокращённое название этапа и результат, дополнительно обозначенный цветом. Расшифровка обозначений и цветов представлена в нижеследующей таблице. |                                                                    |
| \| Пример \| Описание \| \| ------------ \| ------------------------------------------------------------------ \| \| 1 \| Победитель \| \| 2 \| Второе место \| \| 3 \| Третье место \| \| 5 \| Финишировал, заработав очки \| \| Сход \| Не финишировал, но при этом заработал очки \| \| 12 \| Финишировал, не получив очков \| \| НКЛ \| Финишировал, но не попал в финальную классификацию \| \| 15 \| Участвовал вне зачёта, либо по отдельной классификации \| \| 18 \| Не финишировал, но попал в финальную классификацию \| \| Сход \| Не финишировал \| \| НКВ \| Не прошёл квалификацию \| \| НПКВ \| Не прошёл предквалификацию \| \| ДСК \| Дисквалифицирован \| \| ИСК \| Исключён из протокола соревнований \| \| ТТ \| Заявлен для участия только в тренировках \| \| НС \| Участвовал в квалификации, но не стартовал в гонке \| \| Т \| Травмирован или болен \| \| ОТК \| Отказ от участия \| \| НТР \| Прибыл на соревнования, но на трассу не выезжал \| \| НПР \| Был заявлен в числе участников, но не прибыл к началу соревнований \| \| О \| Соревнования отменены \| \| \| Не участвовал \| \| Поул-позиция \| \| \| Быстрый круг \| \| |                                                                    |
| Пример | Описание                                                           |
| 1 | Победитель                                                         |
| 2 | Второе место                                                       |
| 3 | Третье место                                                       |
| 5 | Финишировал, заработав очки                                        |
| Сход | Не финишировал, но при этом заработал очки                         |
| 12 | Финишировал, не получив очков                                      |
| НКЛ | Финишировал, но не попал в финальную классификацию                 |
| 15 | Участвовал вне зачёта, либо по отдельной классификации             |
| 18 | Не финишировал, но попал в финальную классификацию                 |
| Сход | Не финишировал                                                     |
| НКВ | Не прошёл квалификацию                                             |
| НПКВ | Не прошёл предквалификацию                                         |
| ДСК | Дисквалифицирован                                                  |
| ИСК | Исключён из протокола соревнований                                 |
| ТТ | Заявлен для участия только в тренировках                           |
| НС | Участвовал в квалификации, но не стартовал в гонке                 |
| Т | Травмирован или болен                                              |
| ОТК | Отказ от участия                                                   |
| НТР | Прибыл на соревнования, но на трассу не выезжал                    |
| НПР | Был заявлен в числе участников, но не прибыл к началу соревнований |
| О | Соревнования отменены                                              |
| | Не участвовал                                                      |
| Поул-позиция |                                                                    |
| Быстрый круг |                                                                    |

| Год  | Команда | Шасси      | Двигатель | 1   | 2   | 3   | 4   | 5   | 6   | 7   | 8   | 9   | 10  | 11       | 12  | 13  | 14  | 15  | 16  | 17  | Место | Очки |
| ---- | ------- | ---------- | --------- | --- | --- | --- | --- | --- | --- | --- | --- | --- | --- | -------- | --- | --- | --- | --- | --- | --- | ----- | ---- |
| 1977 | ATS     | Penske PC4 | Cosworth  | АРГ | БРА | ЮАР | СШЗ | ИСП | МОН | БЕЛ | ШВЕ | ФРА | ВЕЛ | ГЕР Сход | АВТ | НИД | ИТА | США | КАН | ЯПО | -     | 0    |